# Too Many Winners
Pour plus de détails, voir Fiche technique et Distribution.
Too Many Winners est un film américain réalisé par William Beaudine, sorti en 1947, avec Hugh Beaumont, Trudy Marshall et Ralph Dunn (en) dans les rôles principaux. Il s'agit de la cinquième et dernière réalisation consacré aux aventures du détective privé Mike Shayne et produite par la Producers Releasing Corporation avec Hugh Beaumont dans le rôle principal.

## Synopsis
Le détective privé Michael Shayne (Hugh Beaumont) se retrouve embarqué dans une affaire de faux billets ayant pour cadre l'hippodrome local. Il fait tour à tour la rencontre du propriétaire du journal local, Gil Madden (Ben Welden (en)), de la riche Mayme Martin (Claire Carleton), du directeur de la piste John Hardeman (Grandon Rhodes), de l'imprimeur Ben Edwards (Byron Foulger) et d'un tas d'autres personnages et ce sous l'œil du détective Pete Rafferty (Ralph Dunn (en)) et secondé par sa secrétaire Phyllis Hamilton (Trudy Marshall).

## Fiche technique
- Titre original : Too Many Winners
- Réalisation : William Beaudine
- Scénario : Scott Darling, John Sutherland et Fred Myton d'après le roman Chienne de mort (Tickets for Death) de Brett Halliday
- Photographie : Jack Greenhalgh
- Musique : Alvin Levin (en)
- Montage : Harry Reynolds
- Décors : Glenn P. Thompson
- Producteur : John Sutherland
- Société de production : Producers Releasing Corporation
- Société de distribution : Producers Releasing Corporation
- Pays de production : États-Unis
- Format : noir et blanc
- Genre cinématographique : film policier, film noir
- Durée : 61 minutes
- Date de sortie :
  - États-Unis : 24 mai 1947

## Distribution
- Hugh Beaumont : le détective privé Michael Shayne
- Trudy Marshall : Phyllis Hamilton
- Ralph Dunn (en) : détective Pete Rafferty
- Claire Carleton : Mayme Martin
- Charles Mitchell : Tim Rourke
- John Hamilton : Albert Payson
- Grandon Rhodes : John Hardeman
- Ben Welden (en) : Gil Madden / Theodore Ross
- Byron Foulger : Ben Edwards / Claude Bates
- Jean Andren : Mary Edwards
- George Meader : Clarence
- Stanley Blystone : chef Boyle
- Frank Hagney : Joe

## À noter
- Entre 1946 et 1947, la compagnie PRC produit une série de cinq films consacrés aux aventures du détective privé Mike Shayne créé par le romancier américain Brett Halliday. Ce personnage est interprété par Hugh Beaumont et ce film est le cinquième et dernier de la série, le seul réalisé par William Beaudine après les quatre de Sam Newfield. Une précédente série fut produite par la 20th Century Fox entre 1940 et 1942 avec Lloyd Nolan dans le rôle principal.